# Isole Belcher

## Geografia
Le Isole Belcher sono un arcipelago della parte meridionale della Baia di Hudson in Canada, all'imbocco della Baia di James, appartenente al territorio del Nunavut. L'insediamento principale è Sanikiluaq, situato sulla costa nord dell'Isola Flaherty e il più meridionale del Nunavut. L'arcipelago ha una superficie di 2.800 km² e comprende 1.500 isole, tra cui le principali sono, oltre all'Isola Flaherty, l'Isola Kugong, l'Isola di Moore, l'Isola Tukarak, l'Isola Innetallong, l'Isola Wiegand, l'Isola Split, l'Isola Snape e l'Isola Mavor.
Le rocce delle isole risalgono all'era protozoica.